# Helcogramma nigra
Helcogramma nigra är en fiskart som beskrevs av Williams och Howe 2003. Helcogramma nigra ingår i släktet Helcogramma och familjen Tripterygiidae. Inga underarter finns listade i Catalogue of Life.